# Roland Klick
Roland Klick (* 4. Juli 1939 in Hof) ist ein deutscher Regisseur und Drehbuchautor. Seine Arbeiten wurden mehrfach mit dem Bundesfilmpreis ausgezeichnet.

## Leben und Werk
Klick wurde in Hof geboren und wuchs nach dem Krieg in Nennslingen auf. Klick studierte in München Theaterwissenschaft und Germanistik, arbeitete 1962 als Kameramann bei einem Film von Rolf Schünzel und drehte 1963 mit Weihnacht seinen ersten Kurzfilm. Nach zwei weiteren Kurzfilmen, Ludwig (1964) und Zwei (1965), entstand 1966 der Fernsehfilm Jimmy Orpheus.
Bübchen, sein erster Kinofilm aus dem Jahr 1968, wurde ein Erfolg und Klick als Hoffnung des deutschen Films gepriesen. 1970 drehte Klick in Israel unter dem Schutz des israelischen Militärs den Neowestern Deadlock mit Mario Adorf in der Hauptrolle. Der Film, für den sich Klick hoch verschuldet hatte, wurde sein größter Erfolg, sowohl an den Kinokassen als auch bei der Kritik: Der Regisseur erhielt seinen ersten Bundesfilmpreis und der Film wurde mit dem Prädikat „besonders wertvoll“ ausgezeichnet. Beim Filmfestival in Cannes wurde Deadlock in einer Sondervorstellung gezeigt. In Folge erhielt Klick einige Angebote für Italowestern und aus Hollywood, unter anderem von Steven Spielberg, die er allesamt ablehnte.
1973 drehte er Supermarkt mit Eva Mattes, einen Großstadtfilm, zu dem Marius Müller-Westernhagen als Marius West das Titellied beitrug. 1975 inszenierte er mit Lieb Vaterland magst ruhig sein die Adaption eines Romans von Johannes Mario Simmel. Seinen dritten Bundesfilmpreis erhielt Klick für den abendfüllenden Dokumentarfilm Derby Fever USA über Pferderennen in den USA. 1979 erstellte er für Bernd Eichingers Neue Constantin Film als Dialogautor und -regisseur die deutsche Synchronfassung von George A. Romeros apokalyptischem Horrorschocker Dawn of the Dead (dt. Titel: Zombie).
Zwei Wochen vor Drehbeginn der Auftragsarbeit Christiane F. – Wir Kinder vom Bahnhof Zoo entließ der Produzent Bernd Eichinger Klick nach Unstimmigkeiten. Unter erheblichen Finanzierungsschwierigkeiten realisierte er stattdessen zwischen 1981 und 1983 White Star mit Dennis Hopper, dessen Kokainsucht große Probleme beim Dreh verursachte und dazu beitrug, dass der Film nur als Fragment realisiert werden konnte. White Star, der mit dem Bundesfilmpreis ausgezeichnet wurde, war an den Kinokassen ein Flop.
Zwischen 1987 und 1989 entstand der Film Schluckauf, eine Komödie über eine Frau, die es vom Land nach Berlin verschlägt. Der Film wurde wegen Streitereien mit dem Produzenten und der Filmförderungsanstalt allerdings nie regulär veröffentlicht.
Klick zog sich nach 1989 aus dem Filmgeschäft zurück. Er arbeitet an filmtheoretischen Schriften und Büchern, unterrichtet an mehreren deutschen Filmhochschulen und arbeitete nach 1992 unter einem Pseudonym auch fürs Fernsehen. Die meiste Zeit des Jahres verbringt er in Irland.
Roland Klick nannte den oft als Autorenfilm bezeichneten Jungen Deutschen Film publikumsfeindlich. Er selbst versuchte dem sein aktionsorientiertes Publikumskino entgegenzusetzen.
Im September 2008 widmete ihm das Berliner Programmkino Tilsiter Lichtspiele eine Gesamtretrospektive. Die Dokumentarfilmerin Sandra Prechtel begleitete Klick von 2010 an drei Jahre lang und ließ in ihrem Dokumentarfilm The Heart is a Hungry Hunter auch Weggefährten wie Hark Bohm, Otto Sander und Eva Mattes über Klick sprechen.

## Rezeption
Thomas Groh schrieb anlässlich einer Retrospektive zu Klicks 80. Geburtstag in den Berliner Kinos Lichtblick und Wolf in der taz: „Dass keine offizielle Kinemathek Klick würdigt, sondern kleine, mit Herzblut betriebene Programmkinos, ist symptomatisch: Längst ist Klick der Säulenheilige einer widerständigen Filmkultur von unten – in den 90er Jahren feierte ihn die Underground-Filmzeitschrift Splatting Image, das damals noch rumpelige Filmgalerie 451-Label machte den Verfemten in einer Werkedition neben Schlingensief zum Aushängeschild.“
Andreas Busche, Filmredakteur des Berliner Tagesspiegels, versucht in seiner Hommage an Klick zu ergründen, warum der Regisseur „eine Randfigur“ im deutschen Kino bleiben sollte: „Klick bewegte sich aus der Komfortzone des deutschen Kinos heraus. (...) Roland Klick (...) war kein Draufgänger wie Werner Herzog, der sich in seinen Filmen todesmutig der Gewalt der Natur und des Menschen auslieferte. Er suchte vielmehr etwas, was ihm im deutschen Film abhandengekommen war: Wahrhaftigkeit.“

## Auszeichnungen
- Bundesfilmpreise für Bübchen (1968), Deadlock (1970), Supermarkt (1974), Derby Fever (1978) und White Star (1983)
- Deutscher Regiepreis Metropolis 2017 – Lebenswerkpreis

## Filmografie
- 1963: Weihnacht (Kurzfilm)
- 1964: Ludwig (Kurzfilm)
- 1965: Zwei (Kurzfilm)
- 1966: Jimmy Orpheus (Fernsehfilm)
- 1968: Bübchen
- 1970: Deadlock
- 1974: Supermarkt
- 1976: Lieb Vaterland magst ruhig sein
- 1979: Derby Fever USA (Dokumentarfilm)
- 1983: White Star
- 1989: Schluckauf

## Dokumentarfilm
- Roland Klick – The Heart is a Hungry Hunter. Dokumentarfilm, Deutschland, 2013, 78:49 Min., Buch und Regie: Sandra Prechtel, Produktion: Filmgalerie 451, ZDF, 3sat, Erstsendung: 23. August 2014 bei 3sat, Inhaltsangabe von 3sat. (Memento vom 14. August 2017 im Webarchiv archive.today)